# Bataille de Jabal al-Zawiya (2011)
Pour les articles homonymes, voir Bataille de Jabal al-Zawiya.
Guerre civile syrienne
Batailles
La bataille de Jabal al-Zawiya a lieu lors de la guerre civile syrienne.

## Déroulement
En juin 2011, une offensive est lancée par l'armée syrienne dans le Jabal al-Zawiya, une région montagneuse du gouvernorat d'Idleb. Le 27 juin, une trentaine de chars entre dans la région depuis le village de Bdama, situé à la frontière turque. D'après les déclarations d'habitants à l'agence Reuters, onze civils sont tués par des militaires dans plusieurs villages, dont ceux de Rama et Sarja.